# Júlíus Magnússon
Júlíus Magnússon (28 de junio de 1998) es un futbolista islandés que juega en la demarcación de centrocampista para el IF Elfsborg de la Allsvenskan.

## Selección nacional
Tras jugar en las categorías inferiores de la selección, finalmente hizo su debut con la selección de fútbol de Islandia en un partido amistoso contra San Marino que finalizó con un resultado de 0-1 a favor del combinado islandés tras un gol de Aron Elís Þrándarson.

## Clubes
| Club               | País     | Año       | Partidos | Goles |
| ------------------ | -------- | --------- | -------- | ----- |
| Víkingur Reykjavík | Islandia | 2019-2023 | 102      | 7     |
| Fredrikstad FK     | Noruega  | 2023-2025 | 66       | 4     |
| IF Elfsborg        | Suecia   | 2025-     | 8        | 0     |

## Palmarés

### Títulos nacionales
| Título          | Club           | País    | Año  |
| --------------- | -------------- | ------- | ---- |
| Copa de Noruega | Fredrikstad FK | Noruega | 2024 |